# Bahía Carlyon

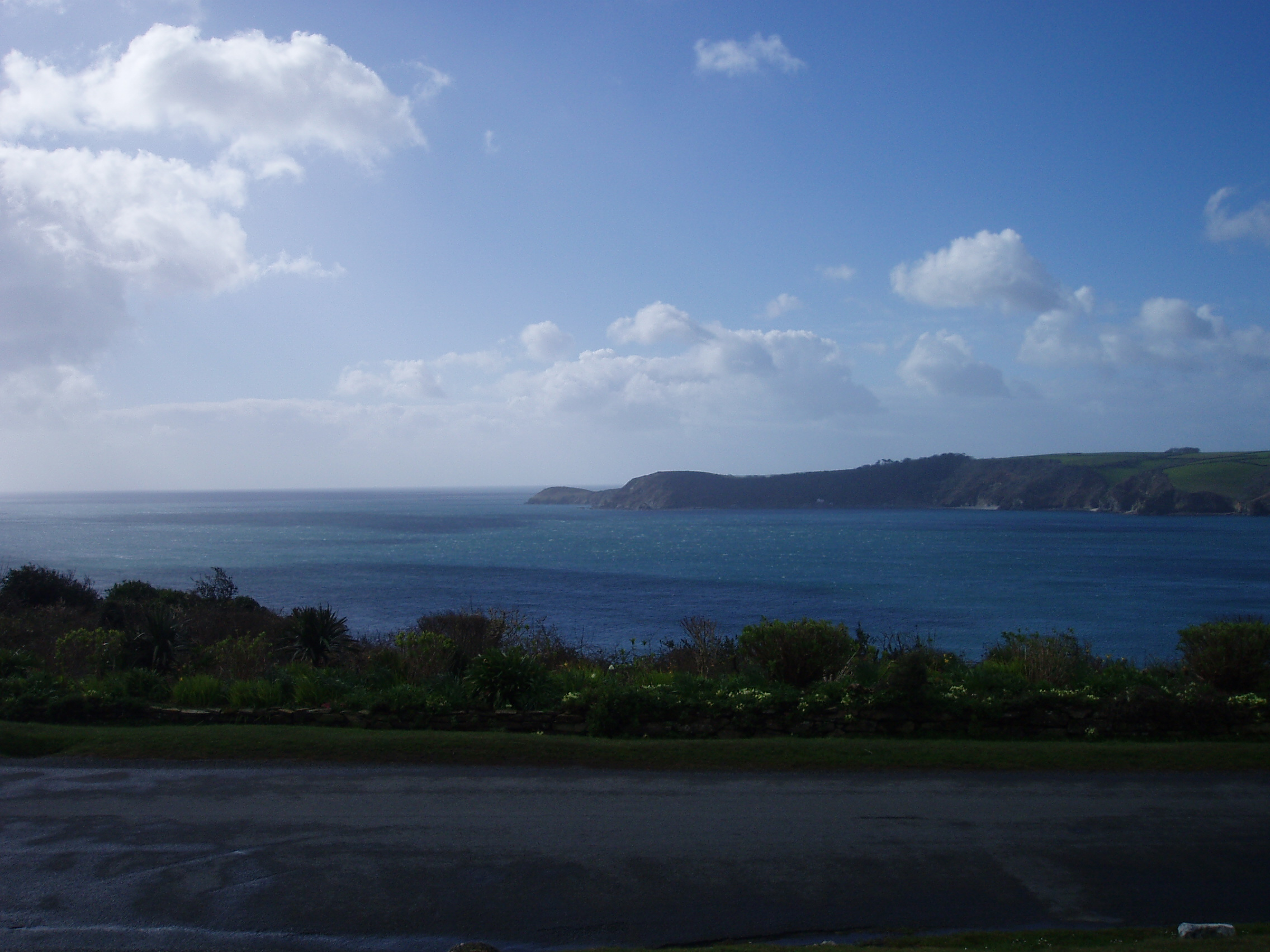
Vista de la Bahía Carlyon a través de la Bahía de St Austell hacia Black Head

La Bahía de Carlyon es una bahía y una playa en St Austell en la costa sur de Cornualles, Reino Unido.
Gran parte de la arena de la playa es en realidad unos tipos de residuos de nombre "stent". La playa está rodeada de acantilados bajos y se divide en tres áreas: Crinnis, Shorthorn y Polgaver. Cornwall Wildlife Trust ha declarado la playa Shorthorn, la playa centro, como un lugar de importancia nacional.
El área alrededor de la bahía en sí, una vez parte de la industria minera de estaño Teien con muchos pozos, se encuentran algunos grandes hoteles y un campo de golf.
Una escena de la película "Drácula" de 1979 se filmó allí.